# Batalla de Neville's Cross
La batalla de Neville's Cross tuvo lugar al oeste de Durham, Inglaterra, el 17 de octubre de 1346.

## Antecedentes
A mediados de 1346, era obvio que el rey inglés Eduardo III tenía toda la intención de romper la tregua de Malestroit y reanudar (lo que sería conocido más tarde como) la guerra de los Cien Años con Francia. Como consecuencia de la alianza franco-escocesa y del temor de Felipe VI de Francia a una inminente invasión inglesa del norte de Francia (una zona que los franceses no estaban preparados para defender), Felipe VI envió a David II de Escocia numerosas solicitudes de ayuda para mitigar la amenaza inglesa. Aunque Felipe VI tenía motivos para estar especialmente desesperado en junio de 1346 (cuando los ingleses fueron acumulando tropas en el sur de Inglaterra), la acción principal de Escocia contra Inglaterra no se iniciaría durante algún tiempo; hecho, los escoceses no invadieron el norte de Inglaterra hasta octubre de 1346.
El 7 de octubre, los escoceses entraron en Inglaterra con doce mil hombres aproximadamente. Estaban esperando encontrar el norte de Inglaterra relativamente indefenso, porque Eduardo III estaba enfrascado por entonces en una importante campaña en Francia. (Felipe VI describió el norte de Inglaterra como un «vacío indefenso», notable exageración.) Desafortunadamente, las habilidades estratégicas y tácticas de David II no le permitieron hacer buen uso del elemento de sorpresa de los escoceses. Tal vez, sin embargo, no sentía la necesidad de apresurarse. Después de tomar Liddesdale (y sin pasar por Carlisle tras cobrar rescate a la ciudad), los escoceses se trasladó hacia su objetivo final de Durham y Yorkshire después de más de una semana de marcha. De camino, saquearon el convento de Hexham y quemaron el territorio que atravesaban. Llegaron a Durham el 16 de octubre y acamparon en Beaurepaire, donde a los escoceses se les ofreció mil libras esterlinas (£490 000 de 2011) para evitar que asaltasen la ciudad, que debía pagarse el 18 de octubre.
Sin el conocimiento de los escoceses, sin embargo, los ingleses ya habían desplegado tropas en previsión de la invasión. Cuando se verificó la ofensiva escocesa, el ejército se movilizó rápidamente en Richmond, bajo la supervisión de William Zouche, arzobispo de York. No era un gran ejército, pero se dividió en dos grupos: uno de entre tres y cuatro mil hombres de Cumberland, Northumberland y Lancashire, y otro con tres mil de Yorkshire. El asedio de Calais impedía reunir más hombres para la defensa del norte de Inglaterra. Peor aún, el 14 de octubre (mientras que los escoceses estaban saqueando Hexham), el arzobispo decidió no esperar al contingente de Yorkshire y se encaminó hacia el castillo de Barnard.

## La Batalla
Los escoceses sólo descubren la presencia del ejército inglés en la mañana del 17 de octubre. Las tropas, bajo el mando de William Douglas, tropezaron con ellos en la niebla de la mañana durante una incursión al sur de Durham.
Visto el informe de Douglas, David II dirigió el ejército escocés a la tierra alta en Cruz de Neville (sitio de una antigua cruz de piedra anglo-sajón), donde preparó su ejército para la batalla. Tanto los escoceses como los ingleses se colocaron en tres batallones. Aunque los escoceses estaban en lo que se considera una posición bastante pobre (con varios obstáculos entre ellos y la posición de los ingleses), que recordaba bien su derrota en la batalla de Dupplin Moor y la batalla de Halidon Hill, optaron por una postura defensiva, esperando que los ingleses ataquen. Sin embargo, los ingleses también tomaron una posición defensiva, a sabiendas de que tenía la posición superior y probablemente sabiendo que el tiempo estaba de su lado. Un punto muerto como resultado que duró hasta la tarde, cuando los ingleses enviaron arqueros para hostigar a las líneas de Escocia. Los arqueros tuvieron éxito en forzar a los escoceses a los ataques, pero su vacilación inicial en ir a la ofensiva, en retrospectiva, parece haber sido la decisión correcta. La posición de la escoceses como resultado de sus formaciones cayendo a pedazos a medida que avanzaban, permitiendo a los ingleses para hacer frente con facilidad con el ataque escocés. Cuando quedó claro que la batalla iba a favor de Inglaterra, Robert Stewart y el conde de March huyeron, abandonando al batallón de David II, que tuvo que hacer frente al enemigo solo. A última hora de la tarde, el propio batallón del rey intentó retroceder, pero no tuvo éxito y David II fue capturado (aunque no sin dificultad), mientras que el resto del ejército escocés fue perseguido durante más de veinte millas.
Varios nobles escoceses fueron asesinados, entre ellos:
- John Randolph, 3.º Conde de Moray
- Bruce Niall de Carrick, un hijo ilegítimo de Roberto I de Escocia.
- Lord David de la Hay, El Aguacil
- Maurice de Moravia, conde de Strathearn
- Lord Robert Keith, El Gran Mariscal de Escocia
- Lord Thomas Charteris, El Canciller
- Lord Robert de Peebles, El Chambelán[4]

Los cronistas escocéses Andrew Wyntoun tanto Walter Bower escribieron que 1000 escoceses murieron en la batalla, mientras que la Crónica de Lanercost dijo que «pocos ingleses murieron».

## Las consecuencias

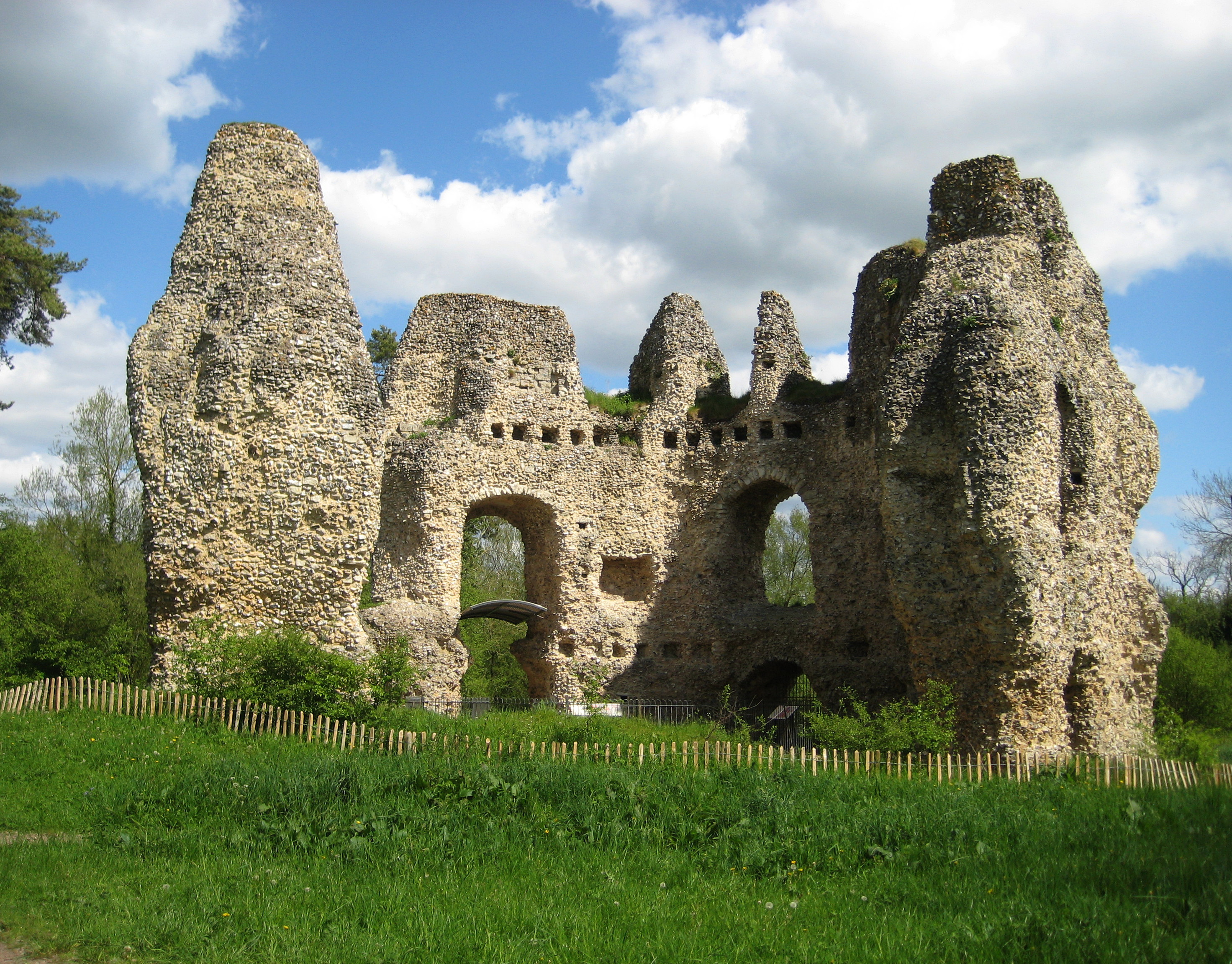
Las ruinas del castillo de Odiham

David II inicialmente logró escapar. Sin embargo, la leyenda dice que, mientras se encontraba escondido debajo de un puente cercano que estaba sobre el río Browney, el reflejo de David fue visto en el agua por un destacamento de soldados ingleses que lo estaban buscando. David fue capturado por John Copeland, el jefe del destacamento. Más tarde, el rey Eduardo III ordenó a Copeland para que lleve al rey escocés a Calais y lo entregue. Edward Copeland, percibiendo con el título de caballero y una anualidad de guapo. El rey David fue traído de vuelta a Inglaterra y encarcelado en el Castillo Odiham (Castillo del Rey Juan) en Hampshire desde 1346 hasta 1357. Después de once años, fue puesto en libertad a cambio de un rescate de 100 000 marcos (aproximadamente £ 15 millones en 2006).
La batalla de Neville's Cross deriva su nombre de una cruz de piedra que Lord Neville pagó para que fuera erigido en el campo de batalla, para conmemorar esta victoria notable. La suerte del infortunado David II de Escocia es inmortalizado en la obra de Shakespeare llamada Henry V. En el Acto 1 Escena 3, Enrique dice al Arzobispo de Canterbury:
Para que se lea que mi bisabuelo / Nunca se fue con sus fuerzas en plenitud Francia / Pero que el escocés en su reino unfurnish'd / vino vertido, como la marea en una violación, / con un amplio y ala de su fuerza; / Irritar la tierra obtenida con ensayos en caliente, / ciñendo con castillos sitio graves y pueblos; / que Inglaterra, que se vacía de la defensa, / ¿Acaso se sacudió y tembló en el barrio enfermo?
Pero el arzobispo responde:
Ella ha sido entonces más temido de harm'd mi señor, / Para escucharla, pero ejemplificado por ella misma: / Cuando toda su caballería ha sido en Francia, / Y una viuda de luto de su nobleza, / ella se ha no sólo bien defendido, / Pero tomada, y confiscado como un perro callejero, / El rey de los escoceses, a quien ha enviado a Francia, / Para llenar la fama del rey Eduardo con los reyes prisioneros...